# Catharina Helena Dörrien
Catharina Helena Dörrien (ur. 1 marca 1717 w Hildesheim, zm. 8 czerwca 1795 w Dillenburgu) – niemiecka botaniczka, artystka i nauczycielka. Namalowała ponad 1400 akwarelowych ilustracji botanicznych i opublikowała katalog roślin Księstwa Orange-Nassau w 1777 r. Była także pierwszą kobietą, która została autorką nazwy naukowej jednego z taksonów grzybów.

## Biografia
Dörrien była córką pastora Johanna Jonasa Dörrien i Lucii Cathariny (z domu Schrader), drugim z ich czworga dzieci. Pastor kształcił swoje dzieci w domu, skupiając się także na botanice. Mając 16 lat, Dörrien przejęła prowadzenie domu rodzinnego po śmierci matki w 1733 r. Jej ojciec zmarł cztery lata później. W 1746 roku, gdy miała 30 lat, Dörrien opuściła Hildesheim i rozpoczęła pracę jako guwernantka w Dillenburgu u swojej przyjaciółki z dzieciństwa Sophie Anny Blandiny (z domu von Alers).
Dörrien początkowo malowała dla przyjemności, ale mąż Sophie, Anton Ulrich von Erath, zachęcał ją do stworzenia ilustracji flory księstwa Orange-Nassau. Dörrien opublikowała katalog w 1777 roku, przy czym była jedną z pierwszych osób w Niemczech stosujących Linneuszowiski system klasyfikacji. Wydając katalog, stała się też pierwszą kobietą, która nazwała takson grzyba.
Była członkinią honorową wielu towarzystw: Societatis Botanicae Florentinae (Towarzystwo Botaniczne we Florencji, od 1766 r.), Gesellschaft Naturforschender Freunde zu Berlin (Berlińskie Towarzystwo Przyjaciół Natury, od 1776 r.), pierwszą kobietą w Berlinischen Gesellschaft (Berlińskie Towarzystwo, od 1776) i Botanischen Gesellschaft zu Regensburg (Towarzystwo Botaniczne w Ratyzbonie, od 1790).
Dla jej upamiętnienia Moritz Balthasar Borkhausen nazwał w 1793 rodzaj roślin Doerriena z rodziny goździkowatych, później jednak nazwa ta uznana została za synonim rodzaju Moenchia.

## Publikacje
- Dörrien C.H. (1770a). Von der Fragaria sterilis. Hannoverisches Magazin 8 (35): ss. 557–560.
- Dörrien C.H. (1770b). Von den Wurzeln der Cuscuta. Hannoverisches Magazin 8 (56): ss. 891–896.
- Dörrien C.H. (1773). Erfahrung von verschiedenem Ungeziefer, welches den Salat verfolget, und den Mitteln dagegen. Dillenburgische Intelligenz-Nachrichten 5 czerwca: ss. 153–154.
- Dörrien C.H. (1777)  [‘1779’]. Verzeichniß und Beschreibung der sämtlichen in den Fürstlich Oranien-Naussauischen Landen wildwachsenden Gewäche. Bey Christian Gottfried Donatius, Lübeck, Niemcy. [TL-2 31.113, 2 edycje]
- Dörrien C.H. (1785). Nachrichten von Katharina Helena Dörrien, von ihr selbst erzählt, in einem Briefe an Herrn Professor Seybold. Magazin für Frauenzimmer 1785(4): ss. 125–135.